# Ticket à 9 euros (2022)

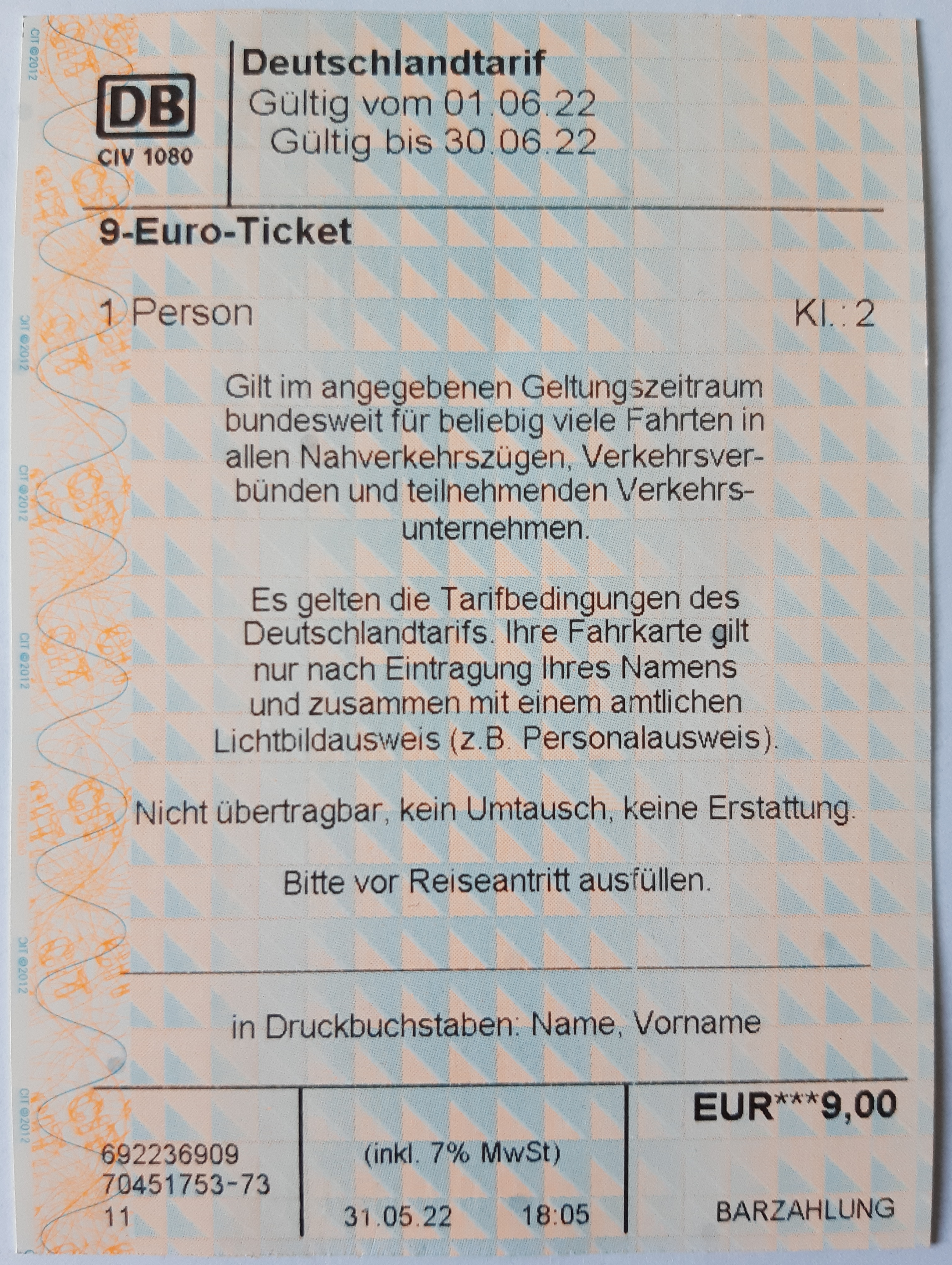
9-Euro-Ticket émis par un distributeur automatique de billets de la Deutsche Bahn.

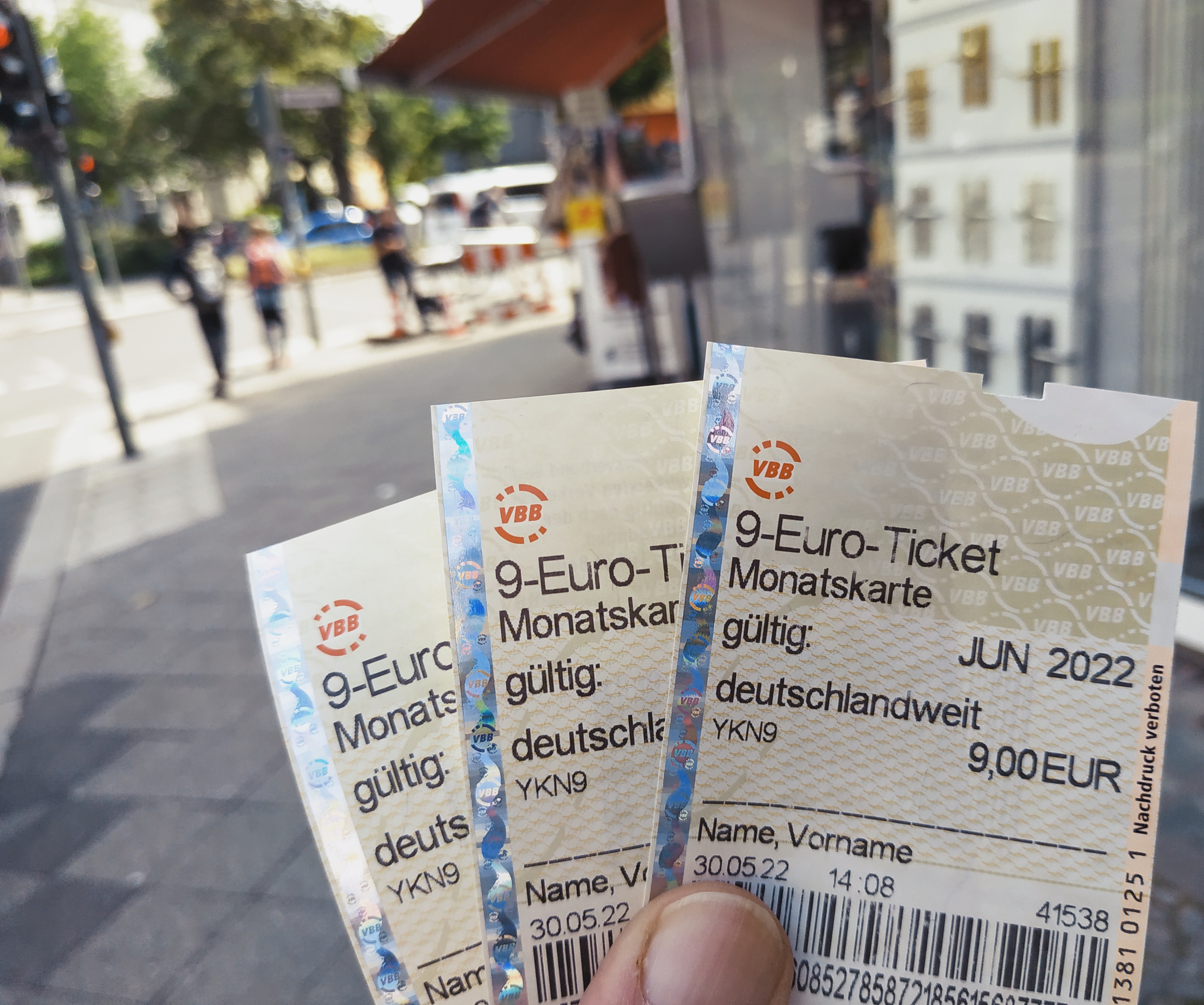
Billets à 9 euros émis par Verkehrsverbund Berlin-Brandenburg.

Le ticket à 9 euros (en allemand 9-Euro-Ticket) est un billet qui permettait d'utiliser presque tous les transports publics locaux et régionaux en Allemagne pour un prix de 9 euros par mois pendant les mois de juin, juillet et août 2022, c'est-à-dire les bus de banlieue, les métros et les trains de banlieue, ainsi que les liaisons de trains locaux et régionaux de la Deutsche Bahn (trains régionaux RB et RE en 2e classe) et d'autres entreprises de transport ferroviaire.
L'un des objectifs est d'encourager les gens à utiliser les transports publics plutôt que leur propre voiture pour réduire la consommation de carburant. Ainsi, l'objectif est tout d'abord de réduire la dépendance allemande aux hydrocarbures russes, dans le contexte de la guerre en Ukraine. D'autre part cela a pour but de réduire le poids élevé des transports dans les dépenses des ménages, dans un contexte d'inflation du prix de l'essence. Enfin, cela permettrait également de réduire la pollution émise par les transports. Mais une autre raison était d'équilibrer la réduction de la taxe sur l'essence de juin à août 2022, voulue par le parti libéral FDP.
Le Deutschlandticket a été mise en place en mai 2023 comme successeur du ticket à 9 euros.

## Financement par l'État fédéral
Le ticket à 9 euros fait partie du plan de 65 milliards d'euro pour la lutte contre la vie chère, présenté en mars 2022 par le gouvernement Scholz.
La loi sur l'introduction du billet à 9 euros a été adoptée en mai 2022. Dans ce cadre, l'État fédéral met notamment 2,5 milliards d'euros à la disposition des Länder pour compenser le manque à gagner des opérateurs de transport.

## Effets sur le trafic
L'impact sur les comportements de mobilité a fait l'objet de recherches, dont une étude menée par la TUM auprès de 1 000 participants dans la région de Munich.
Les résultats partiels pour la période allant de juin à mi-juillet ont montré que 35 % des participants ont utilisé davantage les bus et les trains, tandis que seulement 3 % ont utilisé moins leur voiture. Une enquête sur la circulation menée par la ville de Munich a révélé que le trafic automobile à Munich avait diminué de 3 % de mai à juin au lieu d'augmenter de 3 % (en fonction de la saison). L'étude de la TUM se poursuivra pendant toute la durée du billet de 9 euros et pendant quelques semaines après sa fin. Le 5 septembre 2022, le groupe d'étude a publié son troisième rapport (sur arXiv).
Selon une enquête en ligne YouGov menée en Allemagne du 22 au 24 août 2022 auprès de 2 038 participants âgés de 18 ans et plus, 28 % avaient acheté un ticket à 9 euros au moins une fois et 22% possédaient un abonnement aux transports publics (qui comprenait le ticket à 9 euros). 31 % des participants ont déclaré qu'ils utilisaient fréquemment le ticket de 9 euros pour des déplacements qu'ils auraient autrement effectués en voiture.
Selon le gouvernement, seuls 17 % des abonnés au ticket à 9 euros auraient utilisé les transports en commun à la place de leur voiture. Bien qu'il reconnaisse que le ticket a habitué beaucoup d'Allemands à utiliser les transports en commun, le gouvernement juge cette proportion décevante[réf. nécessaire].
Ce chiffre peut notamment s'expliquer par le fait que le tarif profite surtout à la ville, pas à la campagne, où les transports en commun manquent cruellement. « A quoi sert le ticket où il n’y a pas de ligne de trains ou de bus ? », s’est interrogé Hendrik Wüst, le ministre-président conservateur de Rhénanie-du-Nord-Westphalie.

## Autres effets
Selon une estimation de l'Association des entreprises de transport allemandes (VÖV), le billet à 9 euros - dont environ 52 millions de billets ont été vendus au cours des trois mois - a permis d'économiser 1,8 million de tonnes de CO₂,. Ce chiffre est également considéré insuffisant par le gouvernement, qui espérait davantage détourner les usagers des moyens de transport polluants.
En raison de l'augmentation de la fréquentation des trains, le billet à 9 euros a également entraîné une augmentation du nombre de trains bondés et une charge de travail intense pour le personnel des trains et des gares, notamment en juin. Pendant l'été 2022, les lignes régionales touristiques ont été littéralement prises d’assaut si bien que des passagers n’ont pas pu monter dans certains trains. « Nous n’avons ni les infrastructures ni le personnel pour faire face à un afflux de voyageurs », affirme Claus Weselsky (de), le chef du Syndicat des conducteurs de locomotive allemands (GDL).
Le billet à 9 euros s'est accompagné d'une forte augmentation du tourisme d'excursion en train vers les zones touristiques rurales. Cependant, un autre facteur entre en ligne de compte : selon l'office fédéral de la statistique, les consommateurs du deuxième trimestre 2022 ont profité de la levée de presque toutes les restrictions liées à la pandémie de COVID-19 pour voyager et sortir à nouveau davantage.
Comme le coût du transport de passagers représente une grande partie du panier de biens utilisé pour calculer les dépenses moyennes des ménages, cela a réduit la hausse de l'indice des prix à la consommation.

## Débat et projets sur un éventuel billet de remplacement
Ce bilan mitigé du ticket à 9 euros a alors déclenché un débat sur son potentiel prolongement ou remplacement.
En août 2022, la coprésidente de Alliance 90/Les Verts, Ricarda Lang et d'autres ont proposé un ticket régional à 29 euros et un ticket national à 49 euros par mois pour succéder au ticket à 9 euros.
Cependant, une forte opposition s'est manifestée de la part de Christian Lindner, le ministre fédéral des Finances et président du Parti libéral-démocrate (Allemagne). Alors que son collègue de parti, le ministre fédéral des transports Volker Wissing, considère le ticket à 9 euros comme un succès, Lindner a rejeté ces tickets à bas prix également pour des raisons idéologiques et les a qualifiés sur Twitter de partie d'une « mentalité de gratuité » (« Gratismentalität »). D'autre part, il affirme “Nous n’avons absolument pas les moyens financiers de conserver le passe à 9 euros”.
Comme le ministère fédéral des Transports, le groupe parlementaire du SPD au Bundestag souhaite que les Länder participent aux coûts.
Le 31 août, le ministre des finances Lindner a également signalé qu'il approuvait un régime successeur du billet de 9 euros à condition que les États fédéraux y participent,.
Après une réunion à huis clos au Château de Meseberg, la coalition gouvernementale composée du SPD, des Verts et du FDP a annoncé début septembre que, dans le cadre du troisième plan d'aide prévu, elle introduirait également un successeur au ticket de 9 euros ; les tickets devraient coûter entre 49 et 69 euros par mois. La coalition gouvernementale a débloqué 1,5 milliard d’euros sur le budget fédéral soit autant que les collectivités locales qui financent le reste. Le montant des compensations versées aux entreprises de transports a été évalué à 3 milliards d’euros par an.

### Ticket à49 eurospar mois
Le 13 octobre 2022, les ministres des transports des Länder et le ministre fédéral des transports Volker Wissing ont annoncé qu'ils s'étaient mis d'accord sur un billet successeur, qui devait être disponible à partir de janvier 2023 et coûter 49 euros par mois et donnerait accès à tous les trains d’Allemagne à l’exception des grandes lignes.
À la fin du mois de novembre 2022, les ministres des transports ont réaffirmé l'engagement en faveur du billet mensuel à 49 euros et il est prévu de commencer en avril 2023, un démarrage plus tôt déjà en janvier a été considéré comme trop tôt pour la mise en œuvre. Cependant, il y a une certaine opposition de la part des services de transport locaux et régionaux, tels que le MVV de Munich, qui veulent plus de remboursements de la part du gouvernement fédéral et des gouvernements des Länder.
En janvier 2023, le ministre fédéral des transports Volker Wissing a insisté pour que le début du Deutschlandticket soit au plus tard le 1er mai 2023.
Le 31 mars 2023, le Bundesrat a approuvé le projet de loi adopté par le Bundestag pour un billet national pour les transports publics locaux et régionaux à un prix mensuel de 49 euros.
Les billets mensuels commenceront en mai 2023, mais ne pourront être achetés que par abonnement. Il n'y aura pas de billets papier traditionnels pour l'abonnement — à l'exception peut-être de la phase de démarrage. Les utilisateurs devront s'authentifier digitalement (soit via une application smartphone, soit via une carte à puce).